# Ингрэм-Сеймур-Конвей, Изабелла, маркиза Хартфорд
Изабелла Энн Ингрэм-Сеймур-Конвей, маркиза Хартфорд (англ. Isabella Ingram-Seymour-Conway, Marchioness of Hertford; 1759 — 12 апреля 1834) — английская землевладелица и придворная дама. Любовница короля Георга IV, когда он был принцем Уэльским.

## Биография
Она родилась в 1759 году в Темпл-Ньюсэме, Лидс, и была старшей дочерью Чарльза Ингрэма, 9-го виконта Ирвина (1727—1778), и его жены Фрэнсис Гибсон Шепард Ингрэм (1734—1807). В 1776 году она вышла замуж за Фрэнсиса Ингрэм-Сеймур-Конуи, 2-го маркиза Хартфорда (1743—1822), в возрасте шестнадцати лет, став его второй женой .
Изабелла была сонаследницей Темпл-Ньюсэма вместе со своими четырьмя сестрами и владела недвижимостью в Вустершире, Норфолке, Ирландии и Лондоне.
Высокая, красивая и элегантная, она привлекла внимание принца Уэльского, скорее всего, на балу или концерте в Манчестер-хаусе, лондонском доме маркизов Хартфорд. Георг также дружил с единственным сыном Изабеллы, Фрэнсисом Чарльзом, лордом Ярмутом (1777—1842). В 1806 году Хартфорды стали опекунами Мэри «Минни» Сеймур, любимицы принца. Чарльз был сделан конюшим в 1804 году и рыцарем Подвязки в 1807 году.
Сначала Изабелла отвергла Георга, из-за чего он впал в депрессию. Он посетил мать Изабеллы в Темпл-Ньюсэме в 1806 году, посещая скачки в Донкастере, чтобы увидеть Изабеллу. Георг стал одержим Изабеллой и заболел, когда расстался с ней, так что Хартфорды отправились в Лондон, чтобы увидеть его, и Георг чудесным образом выздоровел. В 1807 году Изабелла, которой сейчас почти пятьдесят, начала отношения с Георгом, когда ему было за сорок. В результате принц был постоянным гостем в Хартфорд-хаусе, лондонской резиденции маркиза Хартфорда, и Рэгли-холле в Уорикшире. Будучи сторонницей тори, она оказала влияние на то, чтобы повернуть принца в сторону тори и отвернуться от вигов, и использовала свою лондонскую резиденцию в качестве штаб-квартиры для сторонников тори. Палата лордов и пресса критиковали Изабеллу за её влияние на Георга; были выпущены сатирические гравюры Джорджа Крукшенка и других .
Предшественницей маркизы на посту любовницы принца-регента была Мария Фицгерберт, католичка. Другие католики не одобряли влияние маркизы на принца, ссылаясь на «роковое колдовство недостойного тайного влияния», которое, по их мнению, настроило его против идеи католической эмансипации. Джордж Каннинг, выступая от имени партии власти, использовал эти комментарии, чтобы сказать, что, если леди Хартфорд действительно отвечала за политические решения принца, она была «ангелом-хранителем Великобритании». Изабелла намеренно унизила миссис Фитцхерберт, и к 1811 году принц уже расстался с ней.
После смерти матери в 1807 году Изабелла унаследовала Темпл-Ньюсэм в Западном Йоркшире, где её навестил принц Уэльский. Она и её муж добавили к своей фамилии имя Ингрэм из-за состояния, которое они унаследовали от её семьи. В Манчестер-хаусе проводились щедрые развлечения, на которых присутствовали принц, члены королевской семьи и приезжие дворяне, в том числе на праздновании победы в 1814 году. В прессе сообщалось о платьях Изабеллы, включая головной убор из страусиных перьев в греческом стиле, который носили в 1813 году и украшали герб принца.
Отношения леди Хартфорд с принцем, ныне принцем-регентом, закончились в 1819 году, когда он обратил свое внимание на Элизабет Конингем, маркизу Конингэм. Согласно дневнику Гревилля от 9 июня 1820 года:

Кто-то спросил у леди Хартфорд, знала ли она о том, что король восхищается леди Конингэм, и говорил ли он когда-нибудь с ней о леди К. Она ответила, что «так близко, как она знала короля, и открыто, как он всегда разговаривал с ней». по каждому предмету он никогда не осмеливался говорить с ней о своих любовницах".

Изабелла продолжала проводить сезон в Лондоне, но в остальном жила в Темпл-Ньюсэме. Здесь она занималась благотворительностью, являясь покровительницей или участницей многих мероприятий и обществ, и была известна своей доброжелательностью к бедным, а также своей щедростью по отношению к слугам в Темпл-Ньюсэме, которые ежегодно устраивали в доме бал и ужин. Леди Хартфорд умерла в 1834 году, простудившись по пути из Темпл-Ньюсэма в Лондон в экипаже. В некрологе в «Leeds Intelligencer» она описывалась так: «Её интеллектуальный характер и высокие достижения составляли меньшую часть её достоинств; как ни просвещал её разум, её сердце было ещё теплее. Для бедных и несчастных её щедрость была почти безграничной».